# Heparan-sulfat
Heparan-sulfat je vrsta organskog sulfata. Ovaj glikozaminoglikan u vezivnom tkivu tvore ovi nanizani disaharidi: od heksuronskih kiselina to su D-glukuronska kiselina ili L-iduronska kiselina, a od heksozamina to je D-galaktozamin. Heparan-sulfat nalazimo u aorti, plućima, jetrima i bazalnim laminama. S kolagenom elektrostatski djeluje u srednje jakom međudjelovanju s kolagenima tipa III i IV.